# 大熊川トラス橋
大熊川トラス橋（おおくまがわトラスきょう）は、首都高速神奈川7号横浜北線が鶴見川の支流を渡る、全長158mの橋梁である。上下二層構造の単径間（両端の橋脚のみが橋を支える）のトラス橋としては日本最長であり、2015年度の土木学会田中賞を受賞している。

## 構造
首都高速横浜北線は岸谷生麦出入口と新横浜出入口の間が横浜北トンネル、新横浜出入口と横浜港北ジャンクションの間は鶴見川左岸を走る高架構造となる。高架部分では鶴見川左岸に大熊川と江川の2本の小規模な支流が合流する。この大熊川が横浜市港北区新羽町と都筑区川向町の境となる。河川への影響、および希少生物への影響を最小限にするため、大熊川と江川を渡る部分には単純鋼トラス橋構造が採用された。上下線が並行するトンネル部から上段が生麦方面、下段が港北方面の二層構造に移行する区間にあたり、新横浜出入口の分流・合流車線があることから、生麦方面に向かい下り勾配となるとともに主構間隔が拡幅する特殊な形状となる。
本橋は2015年度に土木学会田中賞を受賞。「新横浜公園から見た大熊川トラス橋」の景観は、横浜市による横浜・人・まち・デザイン賞まちなみ景観部門を受賞した。

## 施工
216ブロックからなる鋼材は大阪府堺市と千葉県富津市の工場で製作され、港北側の作業構台で組み立てられた。2013年2月25日から3月2日にかけて、ここから生麦側に構築済のトラスに向けて110m移動させる「送り出し架設工法」が実施された。近接する川向ポンプ場と間隔を取るため、一旦本来の位置よりずらした方向に送り出され、その水平方向に2°回転させて生麦側に連結した。送り出し架設工法により、河川内にクレーンを設置する必要がなく、河川内の仮設杭の本数を減らせる利点がある。2016年には、橋梁名が「大熊川トラス橋」と命名された。

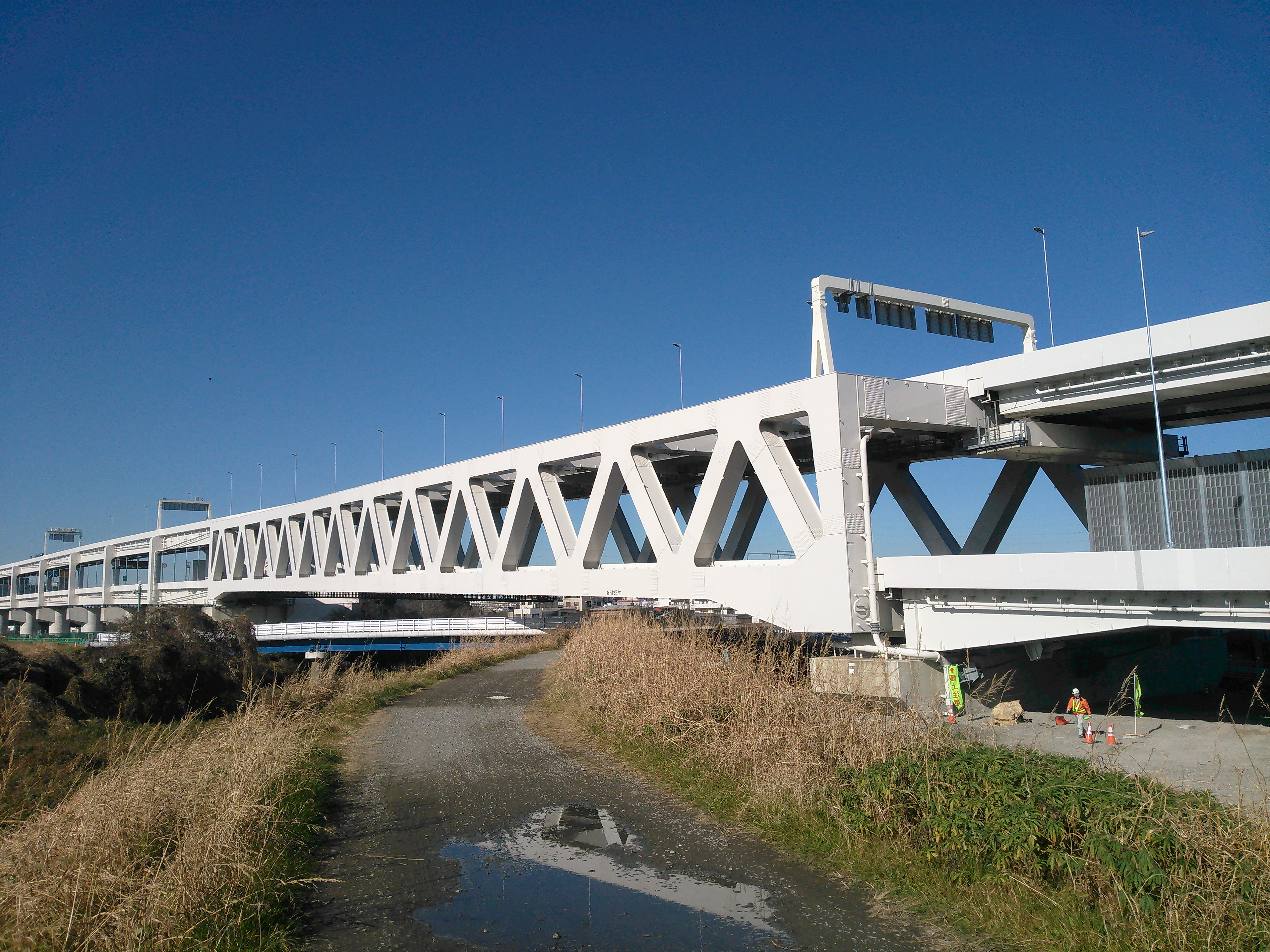
南東側より。左手奥が横浜港北JCT方面。

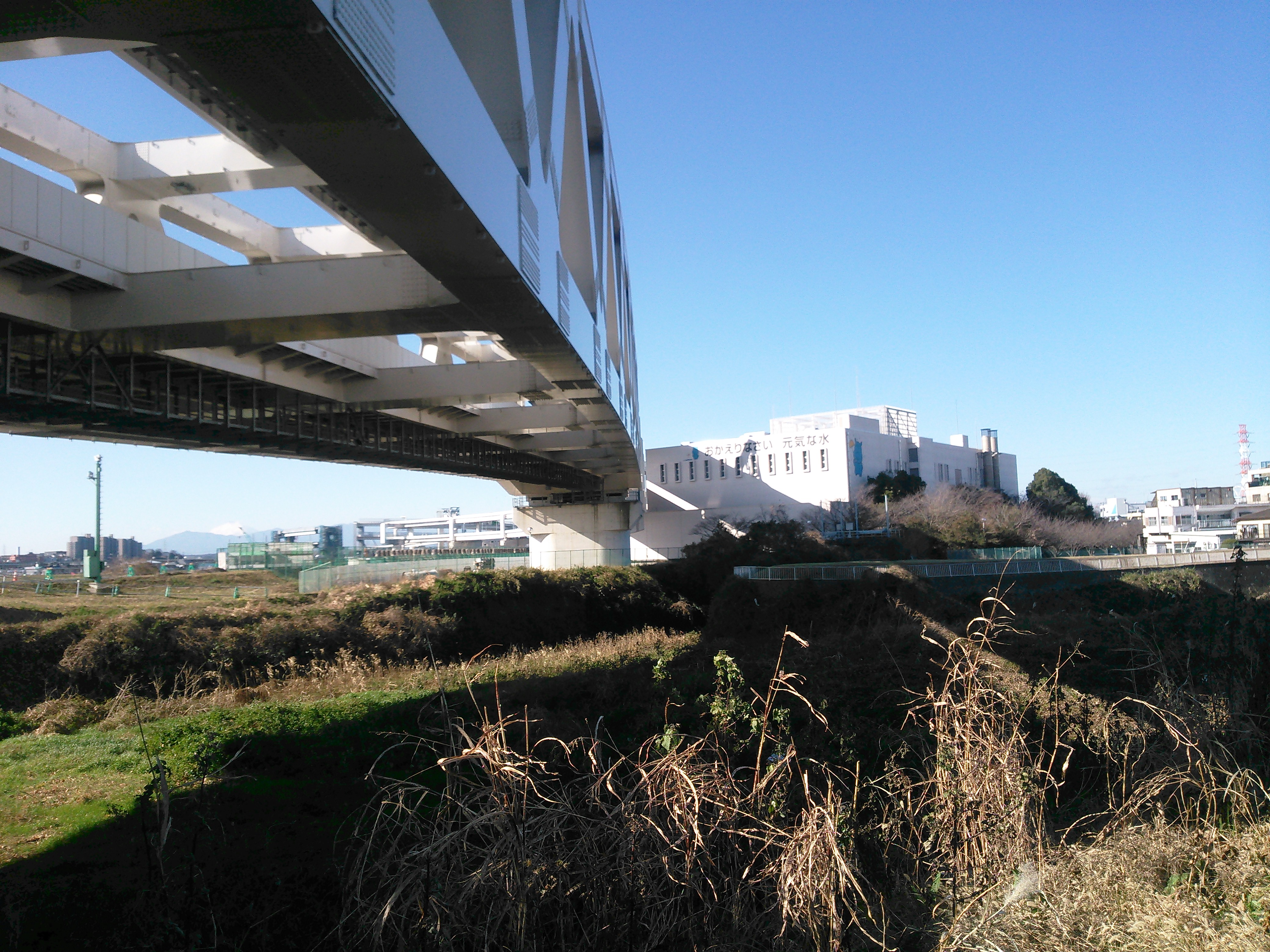
大熊川の対岸、橋の右手に見えるのが川向ポンプ場。近接していることが読み取れる。